# Сотириу, Дидо
Дидо Сотириу (греч. Διδώ Σωτηρίου; 18 февраля 1909, Айдын — 23 сентября 2004, Афины) — греческая писательница XX века, творчество которой в основном посвящено событиям «Малоазийской катастрофы». Сестра журналистки Элли Паппа.

## Биография
Дидо Сотириу родилась в городе Айдын, что в западной Турции, в греческой семье. В 1919 году семья переехала в Измир. Однако после Малоазийской катастрофы семья была вынуждена бежать в Пирей, а потом поселилась в Афинах, где Дидо провела остаток жизни.
Образование Дидо получила в университете Сорбонны. В 1936 г. начала работать журналистом, в 1944 г. стала главным редактором газеты греч. Ριζοσπάστης. Во время путешествия в Париж, Дидо познакомилась со многими писателями и подружилась с Луи Арагоном. Вернувшись в Грецию, она начала писать о тех событиях, которые пережила сама после завершения Греко-турецкой войны 1919—1922 и принудительного обмена населения между Грецией и Турцией.
В 1959 г. вышел её первый роман, а в 1962 г. был опубликован роман «Ματωμένα χώματα» (Окровавленные земли), который стал её самым громким успехом и был издан по всему миру общим тиражом 250 тыс. экземпляров. После гражданской войны Дидо Сотириу продолжала работать шеф-редактором женского журнала, при этом писала внешнеполитические обзоры для многих греческих изданий.
За годы активной творческой Дидо получила несколько национальных премий в области литературы и журналистики, а 2001 году Союз греческих писателей учредил премию в честь Дидо Сотириу. Ею награждаются как отечественные, так и зарубежные авторы, пишущие о культурных связях между народами на основе культурного многообразия.
Умерла писательница в возрасте 95 лет от пневмонии. В своем послании премьер-министр Греции Костас Караманлис отметил:
Дидо Сотириу, одна из самых значительных писательниц нашей эпохи, писала о том, как жила, со скромностью, с огромным общественным сознанием. В своем неповторимом стиле она всегда с гуманизмом затрагивала самые сложные страницы современной греческой истории...

## Основные произведения
- Мёртвые ждут (Οι νεκροί περιμένουν (1959)
- Электра (Ηλέκτρα (1961)
- Окровавленные земли (Ματωμένα χώματα (1962)
- Малоазийская Катастрофа и стратегия империализма в Восточном Средиземноморье  (Η Μικρασιάτικη Καταστροφή και η στρατηγική του ιμπεριαλισμού στην Ανατολική Μεσόγειο(1975)
- Мандат (Εντολή (1976)
- В пламени (Μέσα στις φλόγες (1978)
- Визиторы (Επισκέπτες (1979)
- Нас сносят (Κατεδαφιζόμεθα (1982)
- Театр (Θέατρο (1995)

## Премия Дидо Сотириу
Каждый год, Союз греческих писателей присуждает «Премию имени Дидо Сотириу» греческим или иностранным писателям, которые своей работой внесли вклад в представлении греческой литературы за рубежом. 
В 2014 году премию получил испанский эллинист и переводчик Педро Баденас.